# Julia Tyler
Julia Gardiner Tyler (Gardiners Island, 4 maggio 1820 – Richmond, 10 luglio 1889) fu la seconda moglie di John Tyler, il decimo presidente degli Stati Uniti.

## Biografia
Nata a Gardiners Island, isola verso l'esterno di Long Island, New York, e una delle più grandi isole private negli Stati Uniti, Julia era la terza figlia di quattro di David Gardiner, senatore dello Stato di New York, e di Juliana McLachlan-Gardiner. 
Crebbe nella città di East Hampton e nel piccolo villaggio di Bay Shore, e studiò al Chegary Institute di New York. Nel 1839 sconcertò la società apparendo in un annuncio pubblicitario per un grande magazzino della classe media, posando con un uomo non identificato e identificata come "La rosa di Long Island". La sua famiglia, per placare lo scandalo, la portò in Europa. Visitarono Inghilterra, Francia, Italia, Svizzera, Germania, Paesi Bassi, Belgio, Irlanda e Scozia prima di tornare a New York nel settembre 1841.

## Matrimonio
Nel 1842 conobbe il presidente John Tyler durante un ricevimento alla Casa Bianca, pochi mesi dopo la morte della precedente moglie del presidente, Letitia.
Il 28 febbraio 1844 Julia, sua sorella Margaret e suo padre parteciparono a un'escursione ufficiale del presidente Tyler sulla nuova fregata a vapore USS Princeton. Durante questa escursione, suo padre, insieme a un certo numero di altri ospiti, fu ucciso da un'esplosione di un enorme cannone navale, soprannominato Peacemaker. Julia fu devastata dalla morte del suo adorato padre e soccorsa dal presidente Tyler. 
A causa delle circostanze della morte del padre, Julia e John accettarono di sposarsi con un minimo di festeggiamenti. Le nozze vennero celebrate il 26 giugno 1844 presso la Chiesa dell'Ascensione, in una cerimonia riservata, davanti ad appena dodici invitati.
Destò scalpore e curiosità la differenza di età fra i coniugi. John Tyler infatti all'epoca aveva 54 anni mentre Julia 24. Dall'unione nacquero sette figli: 
- David Gardiner Tyler (1846-1927)[3]
- John "Alex" Alexander Tyler (1848-1883)[4]
- Julia Gardiner Tyler-Spencer (1849-1871)[5], sposò William H. Spencer
- Lachlan Gardiner Tyler (1851-1902)[6]
- Lyon Gardiner Tyler (1853-1935)[7][8][9]
- Robert "Fitz" Fitzwalter Tyler (1856-1927)[10]
- Pearl Tyler-Ellis (1860-1947)[2][11], sposò William Munford Ellis[12]

## Morte
Alla fine del mandato di Tyler, i coniugi si ritirarono a vivere presso la Sherwood Forest, dove vissero tranquillamente fino alla guerra civile.
Dopo la morte del marito nel 1862, perse i suoi 60 schiavi e 1 100 acri di terra a causa della guerra. Julia si trasferì a Staten Island con molti dei suoi figli, anche se i rapporti familiari erano talmente tesi che suo fratello David si rifiutò di recarsi in Virginia per accompagnarla a New York e alla fine si trasferì nella casa di sua madre. La sua casa fu quasi bruciata dai veterani dell'Unione arrabbiati quando fu scoperto che sulla sua proprietà stava sventolando una bandiera confederata. Nel 1865 suo fratello David fece causa per impedirle di ereditare la maggior parte del patrimonio della madre, del valore di 180 000 dollari dell'epoca. Dopo due ricorsi, David Gardiner vinse il caso nel 1867.
Julia si convertì al cattolicesimo e fu ribattezzata nel maggio 1872. La recessione che seguì al crollo del 1873 la impoverì. Tornò in Virginia per vivere con l'aiuto dei suoi figli. Fece pressioni al Congresso per una pensione e le venne concesso un assegno mensile nel 1880. Dopo l'assassinio del presidente James Garfield nel 1881, il Congresso decise di concedere una pensione annuale di 5 000 dollari alle vedove degli ex presidenti.
Morì il 10 luglio 1889 presso Richmond. Fu sepolta accanto al presidente nello Hollywood Cemetery della città.